# Antonio Pietrantonio
Antonio Pietrantonio (Benevento, 14 aprile 1937 – Benevento, 3 luglio 2025) è stato un politico, dirigente pubblico e insegnante italiano, sindaco di Benevento dal 26 febbraio 1982 al 28 novembre 1992.

## Biografia
Antonio Pietrantonio nacque a Benevento il 14 aprile 1937 da Modesto e Maria Baldini. Sesto di otto figli, rimase orfano del padre all'età di cinque anni. Dopo gli studi al liceo scientifico "G. Rummo", fu prima per un quinquennio assistente sociale di fabbrica e poi, per altri cinque anni, funzionario delle Ferrovie dello Stato. Negli stessi anni svolse gli studi universitari, laureandosi in scienze politiche presso l'Università di Napoli "Federico II". Abilitato poi all'insegnamento di filosofia, pedagogia e storia, vinse successivamente il relativo concorso a cattedra. Superò poi il concorso a preside nei licei classici, scientifici e istituti magistrali e fu dirigente scolastico dell'istituto alberghiero di Benevento che volle intitolare a "Le Streghe", rendendolo sede autonoma e operandone un rilancio.
Consigliere comunale e poi assessore, fu sindaco di Benevento con la Democrazia Cristiana dal 26 febbraio 1982 al 28 novembre 1992. Durante i mandati presenziò l'inaugurazione del Conservatorio di musica nel 1989 (di cui fu il primo presidente), l'istituzione della Scuola allievi carabinieri (1º agosto 1982), la creazione della rassegna teatrale "Benevento Città Spettacolo", la cui direzione artistica venne affidata dal 1982 al 1989 a Ugo Gregoretti, la ristrutturazione e il trasferimento della sede municipale in palazzo Mosti dopo il terremoto del 23 novembre 1980, il restauro del vecchio municipio nel cinquecentesco palazzo Paolo V, l'inaugurazione nel 1992 dell'Hortus Conclusus, con esposte opere di Mimmo Paladino, i lavori per il nuovo palazzo di giustizia, l'edificazione dell'auditorium San Nicola e del teatro di palazzo De Simone, un nuovo piano particolareggiato del centro storico della città e l'aver contribuito attivamente alla fondazione dell'Università degli Studi del Sannio.
Il 1º luglio 2012 divenne cittadino onorario di Castelvenere.
Il 6 settembre 2021 fu presentato il libro Antonio Pietrantonio: il sindaco dei record, scritto da Mario Pedicini e pubblicato dalle edizioni Realtà Sannita.
Il 25 gennaio 2023 fu ufficializzata la sua donazione di ventidue vasi antichi al museo del Sannio.
Si sposò nel 1966 con l'insegnante Anna Paglia (1939-2009), dalla quale ebbe tre figlie: Maria Carla (1967), avvocato, Paola (1969), commercialista, e Grazia (1974), ricercatrice presso l'INGV.
Morì nel pomeriggio del 3 luglio 2025 all'ospedale Fatebenefratelli di Benevento all'età di 88 anni.